# NGC 1873
NGC 1873 (còn được gọi là ESO 85-SC54) là cụm sao mở liên kết với một tinh vân phát xạ nằm trong chòm sao Dorado trong Đám mây Magellan Lớn. Nó được James Dunlop phát hiện vào ngày 24 tháng 9 năm 1826 và được John Herschel khám phá lại vào ngày 2 tháng 1 năm 1837. Độ lớn biểu kiến của nó là 10,4 và kích thước của nó là 3,50 phút cung.
NGC 1873 là một phần của hiệp hội ba với NGC 1869 và NGC 1871.